# جوآن لا باربارا
جوآن لا باربارا (انگلیسی: Joan La Barbara؛ زادهٔ ۸ ژوئن ۱۹۴۷) یک آهنگساز، و خواننده اهل ایالات متحده آمریکا است.
وی همچنین برنده جوایزی همچون کمک هزینه گوگنهایم شده است.